# Buttermaker
Buttermaker (bürgerlich Michael Nieweg, auch genannt Buttermann oder Buttermacher, * 30. November 1968) ist ein deutscher Musiker und Komiker aus Steinhagen im Kreis Gütersloh, der in den 1990er Jahren vor allem in Ostwestfalen-Lippe und im Sauerland bekannt war. Er spielte deutschsprachige Lieder im Stile der 1950er und 1960er Jahre. Optische Markenzeichen waren Baseballcap und Holzfällerhemd. Der Name bezieht sich auf die Figur Morris Buttermaker in der US-amerikanischen Fernsehserie Die Bären sind los.

## Geschichte
Er spielte zunächst ab 1991 in einer Band. Nach deren Auflösung absolvierte Buttermaker erste Auftritte solo mit Gitarre und Drumcomputer, was zu ersten Artikeln und Liveinterviews bei lokalen Radiosendern führte.
1995 erschien eine erste  Maxi-CD, bei der ihn professionelle Musiker wie Tex Morton (Lolitas) oder Martin Meinschäfer (Dolls United) unterstützten. Die vier Songs sind im Stile moderner rockiger Schlager produziert und handeln von Alltagshelden (Hausmeister Hans) oder verflossenen Lieben (Nicole).
Buttermakers Livekonzerte waren musikalisch bewusst minimalistisch und unprofessionell. Mit seiner naiven und tölpelhaften Art schaffte es Buttermaker in Fernsehsendungen wie Stefan Raabs Vivasion, die NDR-Spät Show mit Götz Alsmann oder die tägliche RTL-Talkshow mit Bärbel Schäfer. Der britische Kult-DJ John Peel spielte den Song Samstag am 28. Januar 1996 auf dem Soldatensender BFBS. Zu dieser Zeit gab es auch ein Fanzine (Beat Emma), das sich ausschließlich mit dem Phänomen Buttermaker beschäftigte.
Nach der Veröffentlichung seiner ersten Longplay CD Schick und sportlich (1996) interessierte sich eine große Plattenfirma für Buttermaker, die ein Jahr später seine einzige Major-Veröffentlichung Sexy wie Elvis herausbrachte. Gastmusiker waren unter anderem Christof Stein-Schneider (Fury in the Slaughterhouse) und mehrere Mitglieder der Band Sturmschäden.
2001 gewann Buttermaker die RTL-II-Abnehmshow Big Diet.
Heute lebt Buttermaker in Leipzig.

## Diskografie (Auswahl)
- 1995: 4-Track-Maxi (Langstrumpf Records/TIS)
- 1996: Schick und sportlich (Langstrumpf Records/TIS)
- 1997: Sexy wie Elvis (Red Rooster/BMG)
- 1999: Im Alleingang (Langstrumpf Records)